# Popillia melanoloma
Popillia melanoloma är en skalbaggsart som beskrevs av Lin 1988. Popillia melanoloma ingår i släktet Popillia och familjen Rutelidae. Inga underarter finns listade i Catalogue of Life.